# Michelle Toukan
Michelle Toukan (* 2. Dezember 1993) ist eine US-amerikanische Skeletonpilotin.

## Karriere
In der Saison 2017/18 gab Michelle Toukan ihr internationales Debüt im Nordamerika-Cup. Beim Rennen in Calgary belegte sie am 12. November 2017 den siebten Platz. Nachdem sie am 29. November in Park City nur den 14. Platz belegte, konnte sie nach dem Jahreswechsel beim Nordamerikacup-Rennen in Lake Placid den vierten Platz belegen. Einen Tag später konnte sie den vierten Platz beim zweiten Rennen auf der Olympia-Bobbahn Mount Van Hoevenberg mit demselben Ergebnis bestätigen. In der Gesamtwertung des Nordamerikacups belegte sie am Ende der Saison mit 162 Punkten, die sie in vier von acht Saisonrennen gesammelt hat, den 13. Platz.
In der Saison 2018/19 ging sie erneut im Nordamerikacup an den Start und startete am 19. November in Park City mit einem vierten Platz in die Saison. Einen Tag später belegte sie beim zweiten Rennen in Park City hinter ihrer Teamkollegin Kelly Curtis und der Schwedin Leslie Stratton den dritten Platz. Es war das erste Karrierepodest von Michelle Toukan im Nordamerikacup. Dieses Podest konnte sie bei den Nordamerikacup-Wettbewerben in Lake Placid bestätigen. Am 30. November 2019 belegte sie hinter ihrer Landsfrau Sara Roderick und vor Leslie Stratton den zweiten Platz. Einen Tag später konnte sie den zweiten Wettbewerb auf der Olympia-Bobbahn Mount Van Hoevenberg hinter Sara Roderick und vor Kelly Curtis erneut auf den zweiten Platz beenden. Nach dem Jahreswechsel konnte sie bei den beiden Wettbewerben in Calgary am 10. und 11. Januar 2019 nur den zehnten und sechsten Platz belegen. Die Saison beendete sie mit 307 Punkten auf den vierten Platz in der Gesamtwertung des Nordamerikacups.
Im Nordamerikacup ging Michelle Toukan auch in der Saison 2019/20 an den Start. Nachdem sie zum Start in die Saison am 20. und 21. November in Lake Placid nur den achten und den zwanzigsten Platz belegte, ging sie zwischen den 9. und den 10. Dezember in Park City an den Start. Am 9. Dezember wurden zwei Rennen ausgetragen, welche jeweils nur aus einem Lauf bestanden. Während sie noch beim ersten Rennen nur den zehnten Platz belegte, belegte sie beim zweiten Wettbewerb hinter der Chinesin Zhu Yangqi und der Südkoreanerin Kim Eunji den dritten Platz. Einen Tag später belegte sie beim dritten Wettbewerb in Park City, bei welchen zwei Läufe ausgetragen wurde den vierten Platz. Zum Saisonabschluss nahm sie nach dem Jahreswechsel an den Wettbewerben in Lake Placid teil. Am 6. Januar 2020 wurde erneut zwei Wettbewerbe mit jeweils nur einen Lauf ausgetragen, bei welchen sie den 19. und den zehnten Platz belegte. Nachdem sie einen Tag später beim dritten Wettbewerb auf der Olympia-Bobbahn Mount Van Hoevenberg, welcher in zwei Läufen ausgetragen wurde, den sechsten Platz belegte, beendete sie die Saison mit 271 Punkten in der Gesamtwertung auf den fünften Platz.